# Ryszard Petru

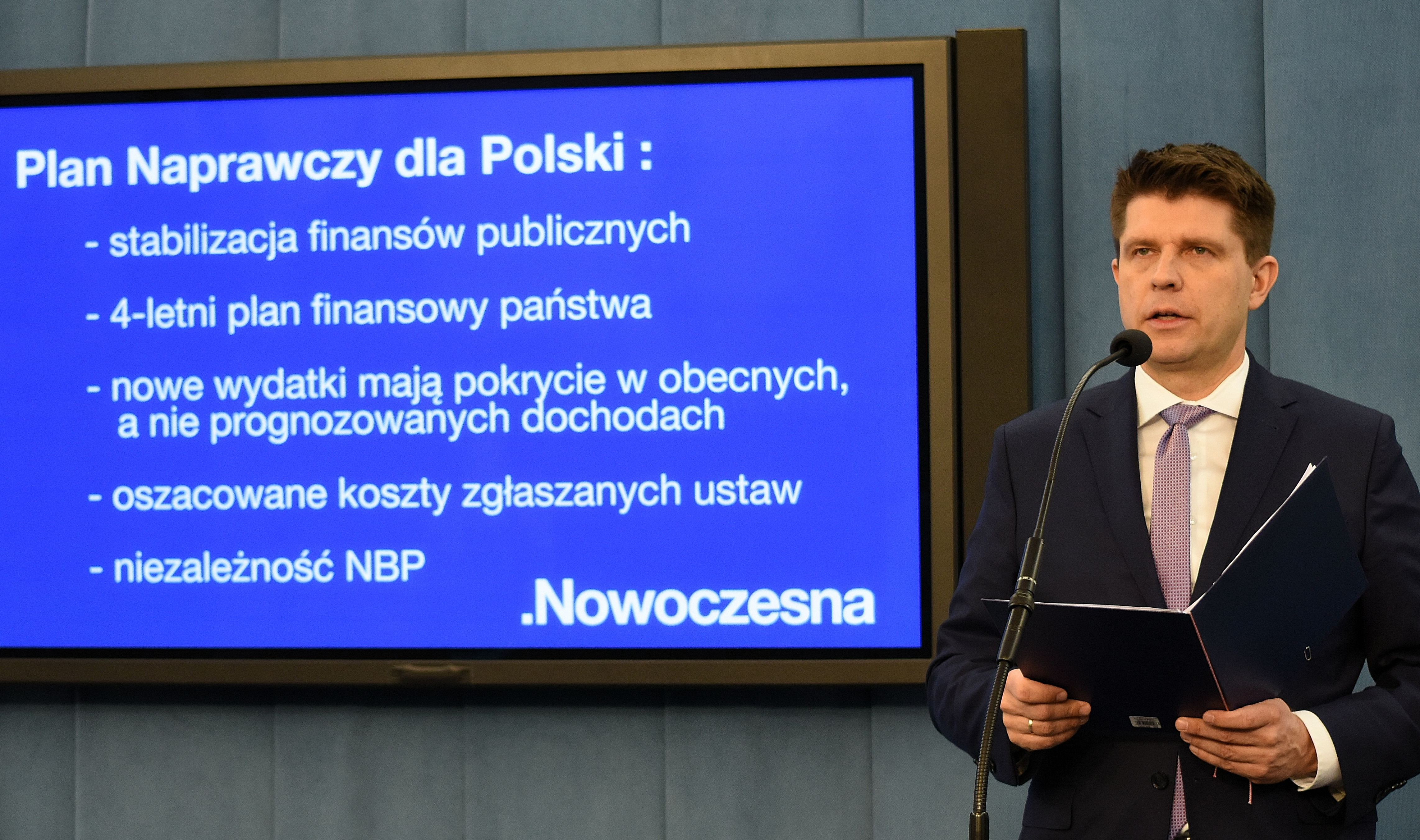
Ryszard Petru w Sejmie (2016)

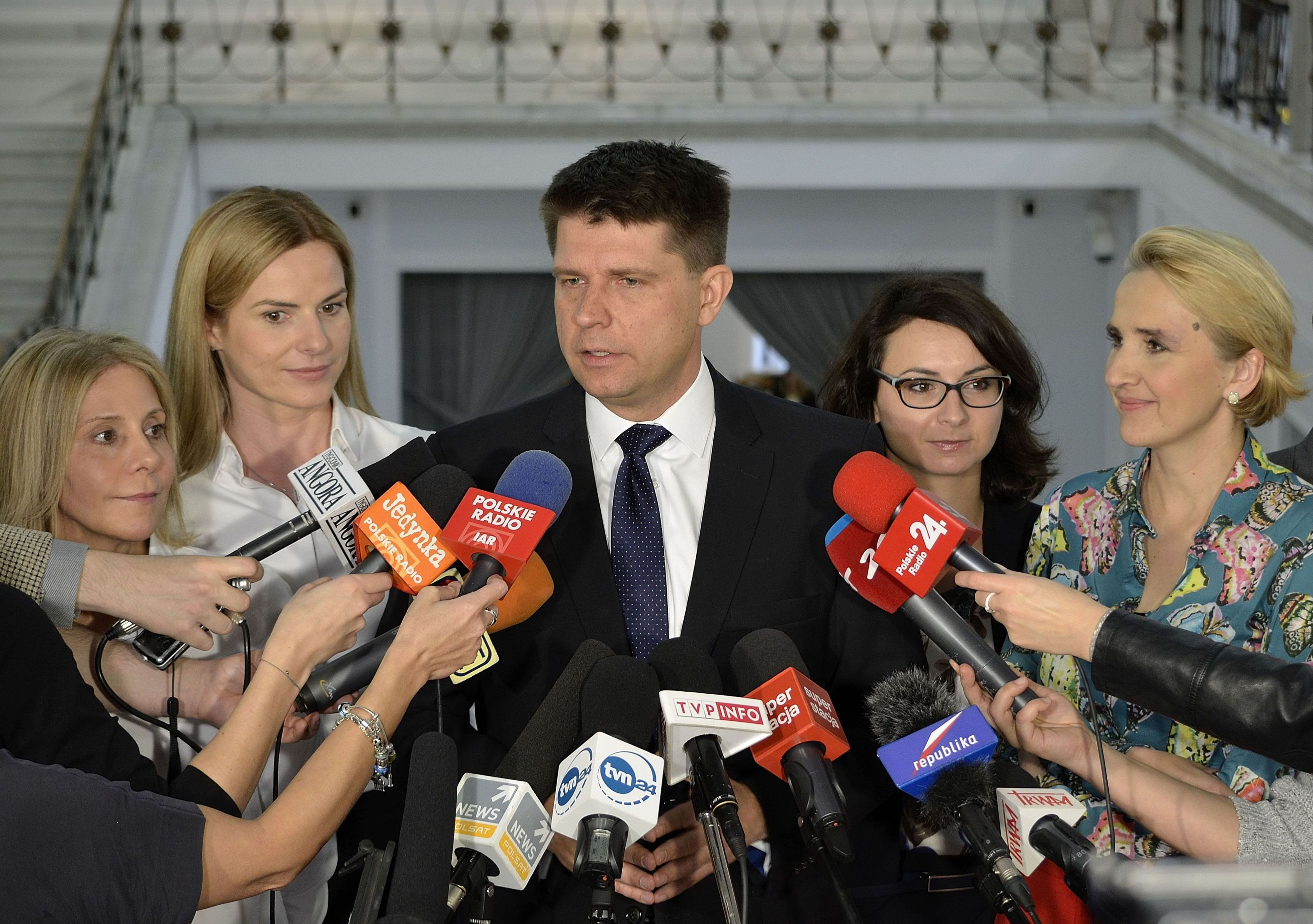
Ryszard Petru z posłankami Nowoczesnej (2015)

Ryszard Jerzy Petru (ur. 6 lipca 1972 we Wrocławiu) – polski ekonomista i polityk. W latach 2011–2015 przewodniczący Towarzystwa Ekonomistów Polskich, poseł na Sejm VIII i X kadencji, założyciel i w latach 2015–2017 przewodniczący partii Nowoczesna.

## Życiorys
Urodził się we Wrocławiu jako syn Zygmunta i Danuty z domu Potocznej, fizyków pracujących na uczelniach. W stolicy Dolnego Śląska ukończył V Liceum Ogólnokształcące im. gen. Jakuba Jasińskiego. Przez rok studiował na Wydziale Informatyki i Zarządzania Politechniki Wrocławskiej, następnie przeniósł się do Warszawy. W Szkole Głównej Handlowej w 1997 ukończył studia magisterskie z zakresu stosunków międzynarodowych na kierunku międzynarodowe stosunki gospodarcze i polityczne; obronił pracę magisterską pt. Determinanty oszczędności w krajach Azji Wschodniej.
W czasie studiów został asystentem posła Unii Demokratycznej Władysława Frasyniuka. Z rekomendacji swojego wykładowcy, Leszka Balcerowicza, rozpoczął pracę w fundacji CASE. Ponadto od 1995 był jego asystentem, a w latach 1997–2000, gdy Leszek Balcerowicz pełnił funkcję wicepremiera i ministra finansów – jego doradcą, pracując jako konsultant w biurze pełnomocnika rządu ds. reformy emerytalnej. W 1998 rozpoczął pracę jako asystent w Szkole Głównej Handlowej. Należał w tym czasie do Unii Wolności. W wyborach samorządowych w 1998 bezskutecznie ubiegał się z listy tego ugrupowania o mandat radnego sejmiku mazowieckiego. W wyborach parlamentarnych w 2001 z pierwszego miejsca na liście UW w okręgu podwarszawskim bez powodzenia kandydował do Sejmu, zdobywając 4649 głosów.
W latach 2001–2004 był zatrudniony jako ekonomista ds. Polski i Węgier w Banku Światowym, gdzie zajmował się reformą finansów publicznych, polityką regionalną i klimatem inwestycyjnym. Później do 2008 zajmował stanowisko głównego ekonomisty w Banku BPH, a następnie pracował na stanowisku dyrektora banku ds. strategii i głównego ekonomisty w BRE Banku oraz w PKO BP. W latach 2011–2014 był partnerem w firmie PwC, odpowiedzialnym za polskie przedsiębiorstwa prywatne.
W maju 2011 objął funkcję przewodniczącego Towarzystwa Ekonomistów Polskich. Współpracował z założonym przez Leszka Balcerowicza Forum Obywatelskiego Rozwoju jako prelegent na organizowanych przez tę fundację spotkaniach i seminariach. W 2013 był ekspertem i współprowadzącym – wraz z duchownymi Kazimierzem Sową i Maciejem Ziębą – program Moralność i etyka czasów kryzysu w stacji religia.tv. W tym samym roku objął funkcję doradcy marszałka województwa dolnośląskiego ds. gospodarczych. W 2014 krótko był przewodniczącym rady nadzorczej Polskich Kolei Państwowych. W tym samym roku został przewodniczącym rady nadzorczej przedsiębiorstwa Solaris Bus & Coach. Jest autorem publikacji na tematy gospodarcze, m.in. książki Koniec wolnego rynku? Geneza kryzysu (2014), napisanej wspólnie z dziennikarzem Łukaszem Lipińskim. Współpracował z Grzegorzem Kasdepkem przy jego dwóch książkach dla dzieci dotyczących podstaw ekonomii i wydanych przez Narodowe Centrum Kultury w serii Liczby kultury – był konsultantem merytorycznym Pestki, dropsa, cukierka oraz współautorem Zaskórniaków i innych dziwadeł z krainy portfela.
W maju 2015 powołał Fundację Nowoczesna RP z siedzibą w Rzeszowie oraz zainicjował powołanie ugrupowania NowoczesnaPL, rozpoczynając tworzenie wokół nich ruchu politycznego. W tworzenie formacji zaangażowali się m.in. Wadim Tyszkiewicz i Paweł Rabiej. 30 czerwca w związku z rozpoczęciem działalności politycznej zawiesił wykonywanie funkcji przewodniczącego TEP (pełniącym obowiązki został Bohdan Wyżnikiewicz).
W sierpniu 2015 zarejestrowana została partia polityczna Nowoczesna Ryszarda Petru. W wyborach parlamentarnych w październiku tegoż roku Ryszard Petru zarejestrował się jako kandydat z pierwszego miejsca tego ugrupowania w okręgu stołecznym. W wyniku głosowania z 25 października 2015 uzyskał mandat posła na Sejm VIII kadencji, otrzymując 129 088 głosów, a zorganizowana przez niego partia zajęła w tych wyborach czwarte miejsce z poparciem 7,6%, wprowadzając do Sejmu 28 posłów. Początkowo został przewodniczącym jej klubu poselskiego, jednak 26 kwietnia 2017 ustąpił z tej funkcji. 25 listopada 2017 podczas konwencji Nowoczesnej utracił przywództwo w tym ugrupowaniu. W głosowaniu otrzymał 140 głosów, przegrał z Katarzyną Lubnauer, którą poparło 149 delegatów. W styczniu 2018 ogłosił powstanie stowarzyszenia „Plan Petru”, mające według niego być ponadpartyjną kontrofertą dla propozycji premiera Mateusza Morawieckiego. Jednocześnie pozostał w Nowoczesnej, którą jednak opuścił 11 maja tego samego roku. Pięć tygodni później utworzył koło poselskie Liberalno-Społeczni.
17 listopada 2018 wraz z Joanną Scheuring-Wielgus ogłosił powołanie nowego ugrupowania pod nazwą Teraz! (wcześniej zarejestrowano je jako partię). Kilka miesięcy później partia Teraz! została postawiona w stan likwidacji. Współpracownicy jej lidera złożyli wniosek o rejestrację partii pod nazwą Teraz! Ryszarda Petru, która jeszcze w tym samym roku także została postawiona w stan likwidacji. Również w 2019 Ryszard Petru poinformował o wycofaniu się z polityki i powrocie do biznesu; nie kandydował w wyborach parlamentarnych w tymże roku. W 2020 został partnerem zarządzającym w spółce prawa handlowego Petru Zientek Capital Partners. W 2021 założył think tank Instytut  Myśli Liberalnej. W styczniu 2022 powrócił do Nowoczesnej. W maju 2023 ogłosił zamiar kandydowania do Senatu w okręgu nr 43 z ramienia własnego komitetu, w związku z czym przewodniczący partii Adam Szłapka zapowiedział jego zawieszenie w prawach członka. We wrześniu tego samego roku przeszedł do Polski 2050, został przewodniczącym jednego z warszawskich kół partii.
W wyborach parlamentarnych w tym samym roku został wybrany do Sejmu z ramienia koalicji Trzecia Droga. Startując z ostatniego miejsca na jej liście w okręgu warszawskim, otrzymał 24 192 głosy. W Sejmie X kadencji objął funkcję przewodniczącego Komisji Gospodarki i Rozwoju. Zasiadł także w Komisji Finansów Publicznych. W 2024 bezskutecznie kandydował z listy Trzeciej Drogi w wyborach europejskich. Zadeklarował się jako przeciwnik projektu ustanowienia Wigilii Bożego Narodzenia dniem ustawowo wolnym od pracy; 24 grudnia 2024 w ramach happeningu na podstawie umowy zlecenia pracował jako kasjer w jednym ze stołecznych dyskontów sieci Biedronka. W marcu 2025 został przewodniczącym sejmowej Komisji do Spraw Deregulacji.

## Wyróżnienia
Dwukrotnie był laureatem plebiscytu Srebrne Usta w 2016 i 2019, gdzie zajął odpowiednio pierwsze i trzecie miejsce.

## Życie prywatne
Od 1997 był żonaty z Małgorzatą, mają dwie córki: Katarzynę i Magdalenę. W 2016 małżonkowie znaleźli się w separacji, następnie doszło do rozwodu. Jego nową partnerką została posłanka Joanna Schmidt. Para zawarła związek małżeński w 2024.

## Wyniki w wyborach ogólnopolskich
| Wybory | Komitet wyborczy                | Komitet wyborczy | Organ              | Okręg          | Wynik            |
| ------ | ------------------------------- | ---------------- | ------------------ | -------------- | ---------------- |
| 2001   |                                 | Unia Wolności    | Sejm IV kadencji   | nr 20          | 4649 (1,58%)     |
| 2015   |                                 | Nowoczesna       | Sejm VIII kadencji | nr 19          | 129 088 (11,79%) |
| 2023   |                                 | Trzecia Droga    | Sejm X kadencji    | nr 19          | 24 192 (1,41%)   |
| 2024   | Parlament Europejski X kadencji | Trzecia Droga    | nr 12              | 11 822 (1,03%) |                  |

## Publikacje książkowe
- Od czego zależy wartość majątku państwowego? (CASE, Warszawa 1996)[60]
- Zaskórniaki i inne dziwadła z krainy portfela, współautor: Grzegorz Kasdepke (NCK, Warszawa 2014)[23]
- Koniec wolnego rynku? Geneza kryzysu, współautor: Łukasz Lipiński (NCK, Warszawa 2014)[21]
- Gospodarka zwycięży (5Why Promotion, Warszawa 2023)